# Дикие постели (фильм)
«Дикие постели», или «Тигры в губной помаде» (итал. Letti selvaggi) — кинофильм.

## Сюжет
Фильм состоит из нескольких отдельных новелл (эпизодов) на эротическую тему, не связанных между собой сюжетом. Каждая из приглашённых кинозвёзд (Урсула Андресс, Лаура Антонелли, Сильвия Кристель, Моника Витти) приняла участие в двух новеллах. При этом новеллы различаются не только сюжетом, главными героями и сыгравшими их актёрами, но и стилем, в котором сняты.
1. Двадцать лет — это недолго (Сильвия Кристель)
2. Несколько скучный полдень (Лаура Антонелли и Хосе Луис Лопес Васкес)
3. Вдова (Урсула Андресс и Микеле Плачидо)
4. Мама (Моника Витти и Роберто Бениньи)
5. Молодой и неопытный (Сильвия Кристель)
6. Несколько волнующий полдень (Лаура Антонелли)
7. Пассажирка (Урсула Андресс и Хосе Луис Лопес Васкес)
8. Кто смеётся последним (Моника Витти и Микеле Плачидо).

Показы фильма прошли в Москве во время Московского кинофестиваля 1979 года.

## В ролях
- Урсула Андресс
- Лаура Антонелли
- Сильвия Кристель
- Моника Витти
- Орацио Орландо
- Микеле Плачидо
- Хосе Сакристьян
- Роберто Бениньи

## Съёмочная группа
- Режиссёр: Луиджи Дзампа
- Продюсер: Джорджо Сальвиони
- Сценарист: Луис Кастро, Тонино Гуэрра
- Композитор: Риц Ортолани
- Оператор: Армандо Наннуцци, Джузеппе Руццолини